# Piper villiramulum
Piper villiramulum är en pepparväxtart som beskrevs av C. Dc.. Piper villiramulum ingår i släktet Piper och familjen pepparväxter. Inga underarter finns listade i Catalogue of Life.